# 香港資優教育學苑
香港資優教育學苑是香港的一個非牟利組織，為10至18歲的資優學生、家長、老師及研究人員提供有關資優教育的資訊、支援和學習機會。於2006年由時任行政長官曾蔭權，發表施政報告時宣佈成立，所提供的課程絕大部份是免費。

## 歷史

### 1990
香港資優教育發展始於1990年，當時教育統籌委員會第4號報告書建議發展校本資優教育課程。

### 2006-07
行政長官於2006年10月的施政報告中，公佈成立香港資優教育學苑，為具有卓越才華的學生提供有系統、富連貫性及具挑戰性的校外培訓課程，並宣揚及推動資優教育。
香港立法會教育事務委員會於2006年11月，討論當局撥款成立學苑的建議。

### 2007-08
學苑於2007年正式成立，合共二億的創苑資金分別由政府及何鴻卿爵士捐出。學苑於2008年初展開計劃及籌備工作，9月開始在九龍塘教育服務中心提供課程。

### 2012
2012年1月，香港資優教育學苑遷往沙田沙角邨城門河畔，為服務對象提供更多空間及設施。

### 2017
2017年9月起，香港資優教育學苑成為受資助的非政府機構，主要的經費由政府資助。

## 架構

### 董事局
香港資優教育學苑由政府委任的董事局成員管理，成員來自社會不同界別，包括著名學者、專業人士、資優教育專家、校長、教師及家長等。少數教育局人員亦會出任董事局成員，作為學苑及教育局間的聯繫。

董事局轄下設有四個委員會，負責監督學苑的策略方向與發展。

### 高級管理層
香港資優教育學苑(學苑)由院長領導的高級管理層同時亦是各部門總監，負責管治和策略性部署，設計、啟動創新意念，推行相關資優教育項目、服務和活動。
學苑的創苑院長為湯敏思博士，他於2008年2月成為首任院長。湯博士來自英國，是一位教育專家，分別於鄧迪大學（University of Dundee）及牛津大學耶穌學院取得碩士和哲學博士學位，2003-08年間擔任英國全國資優兒童協會總監。
2014年6月1日，吳大琪教授接替湯博士成為學苑院長。早於2004年至2010年期間，吳教授出任香港科技大學理學院副院長，並於2010年成為該大學資優教育發展中心的創始總監。他為課程發展議會資優教育委員會的成員之一。本身是物理學家和學者的吳教授，在物理學領域作出重大貢獻，他於1993年獲海外華人物理學會推舉，榮登亞洲物理成就榮譽榜。2000年，獲得美國物理學會會士名銜，並於2002年獲得裘槎基金會的優秀科研者獎。除學術研究外，吳教授亦積極參與中小學教育工作，例如與教育局合作舉辦教師培訓課程和發展物理科教材，並曾是課程發展議會科學教育委員會的成員，對於提升香港科學教育的質素貢獻良多。
2021年1月4日，黃金耀博士獲委任成為學苑院長，接替離任的吳大琪教授。黃博士於2011年獲頒行政長官社區服務獎以表揚他對社會的貢獻。黃博士是英國倫敦帝國學院半導體材料科學博士，擁有香港大學教育文憑。自2006年起，他擔任香港新一代文化協會科學創意中心創始總監，他過去曾出任香港及中國內地多家專上院校的科學、科技、工程和數學（STEM）教育客座講師，體現他在STEM教育的豐富經驗和熱誠。

## 資格
學生可經領導才能、數學、科學或人文學科進入學院。學生須經過學院以筆試選拔，方可成為會員。
在成為臨時會員後，學員第一年須至少讀一個課程，其後每年須至少報讀兩個課程，方可維持會員資格。

## 部份課程及活動
- 何東資優教育演講[9] [10]
- 香港資優教育雙年會議[11]
- 家長會議[12]
- 香港資優教育學苑迎新活動[13][14]
- 國際數學奧林匹克香港選拔賽
- 國際數學奧林匹克訓練
- 香港物理奧林匹克[15]
- 國際物理奧林匹克訓練
- 吳健雄科學營提名[16]